# 李進卿
李 進卿（り しんけい、915年 - 973年）は、五代後晋から北宋にかけての軍人。本貫は并州晋陽県。

## 経歴
若くして驍勇で知られ護聖軍に属した。後晋の天福年間、杜重威が安重栄を宗城で撃破した戦いで、進卿は奮戦して功績を挙げ、興順軍校に抜擢された。後周が建国されると、長いあいだ霊寿に駐屯した。虎捷左廂都指揮使に転じた。顕徳元年（954年）、世宗の下で高平の戦いに参戦し、鉄騎左廂都指揮使に転じた。散員左射都校を経て、鉄騎および内殿直都虞候に転じた。
北宋が建国されると、貴州刺史に任じられた。鉄騎左廂都指揮使に転じ、乾州団練使を兼ねた。乾徳元年（963年）、控鶴左廂都指揮使となり、漢州団練使に転じた。乾徳2年（964年）、虎捷左廂都指揮使となり、澄州団練使を兼ねた。この年の冬、後蜀の征討に参戦し、帰州路行営歩軍都指揮使となって巫山寨を落とし、夔州と万州を平定した。後蜀が滅ぶと、功績により侍衛親軍歩軍都虞候の位を受け、保順軍節度使を兼ねた。開宝2年（969年）、趙匡胤が北漢に親征すると、進卿は開封にとどまって京都巡検をつとめた。遠征軍が帰還すると、進卿は親軍馬軍都虞候となった。開宝6年（973年）、歩軍都指揮使となり、静江軍節度使を兼ね、死去した。享年は59。侍中の位を追贈された。

## 子女
- 李延渥
- 李延信（内殿崇班）

## 伝記資料
- 『宋史』巻273 列伝第32